# Viljakkala kyrkoby
Viljakkala kyrkoby (finska: Viljakkalan kirkonkylä) är en tätort (finska: taajama) i Ylöjärvi stad (kommun) i landskapet Birkaland i Finland. Fram till 2007 var Viljakkala kyrkoby centralorten för kommunen med samma namn. Vid tätortsavgränsningen den 31 december 2021 hade Viljakkala kyrkoby 548 invånare och omfattade en landareal av 2,18 kvadratkilometer.